# Hammer og segl
Hammer og segl (☭) består af en hammer krydslagt med en segl og er en del af den kommunistiske symbolik og symboliserer en sammenhæng med kommunismen, et kommunistparti eller en kommunistisk stat. De to redskaber symboliserer enhed mellem industriarbejdere og landarbejdere. Symbolet opstod under oktoberrevolutionen.
Hammer og segl blev benyttet på Sovjetunionens flag sammen med en rød stjerne. Hammer og segl er tillige anvendt i en lang række flag og symboler.

## Anvendelse i Sovjetunionen og Rusland
Oprindeligt bestod symbolet af en hammer krydslagt over en plov og havde samme betydning som i dag (enhed mellem arbejdere og bønder). Hammer og segl blev anvendt fra 1917/18, men blev først officielt symbol i 1922. Før da blev det tidligere hammer og plov-symbol brugt af den Røde Hær og rødgardisterne på uniformer, medaljer etc.
Senere blev symbolet anvendt i Sovjetunionens flag, der blev antaget i 1923 og endeligt besluttet i den sovjetiske forfatning fra 1924 og i de enkelte sovjetrupublikkers flag. Før da bestod de enkelte republikkers flag oftest af et rødt flag med republikkens navn i gyldne bogstaver.
Hammer og segl blev endvidere anvendt i Sovjetunionens statsvåben og i de enkelte republikkers våben. Derudover blev hammer og segl brugt på den røde stjerne på uniformer og mange andre steder.
- Serp i Mólot (latinisering af det kyrilliske russisk: Серп и молот, "hammer og segl") er navnet for Moskvas stålværk.
- Serp i Molot er også navnet på jernbanelinjen fra Kurski jernbanestationen i Moskva til Gorki

Visse antropologer hævder, at symbolet som andre sovjetiske symboler, i virkeligheden var et russisk-ortodokst symbol, som kommunistpartiet brugte til at dække et religiøst behov, efterhånden som kommunismen tog over som ny "statsreligion". Symbolet kan ses som en videreudvikling af det russisk-ortodokse patriarkalkors.

## Anvendelse i dag
To føderale subjekter i den Russiske Føderation anvender hammer og segl i sin symbolik. Vladimir oblast bruger symbolet på sit flag, og Brjansk oblast bruger symbolet i sit våbenskjold, der er en del af oblastens flag.
Det tidligere sovjetiske (og nu russiske) luftfartsselskab Aeroflot anvender fortsat hammer og segl i sit logo.
Separatist-regeringen i Transnistrien anvender (med små modifikationer) den tidligere Moldoviske SSR's flag og våben, der indeholder hammer og segl. Flaget anvendes i nogle tilfælde uden hammer og segl, for eksempel på transniestriske nummerplader.
Det Kinesiske kommunistparti bruger hammer og segl som partisymbol.
Østrigs statsvåben indeholder en hammer såvel som en segl, men selvom de har samme betydning som det kommunistiske symbol (arbejdere og bønder), er der dog ikke tale om nogen politisk symbolik.

## Variationer
Mange symboler med en tilsvarende struktur og symbolik er blevet udformet på baggrund af hammer og segl. For eksempel viser Angolas flag en del af et tandhjul krydset af en machete og derover en rød stjerne. I det amerikanske kommunistpartis symbol dannes en cirkel af et halvt tandhjul og seglens blad, mens hammeren er lagt over seglens håndtag med hovedet i midten af symbolet. Det tyrkiske kommunistpartis logo består af en hammer krydslagt med et halvt tandhjul med en stjerne over.
Andre former for værktøj kan bruges med samme symbolik. Det nordkoreanske Koreas Arbejderpartis symbol består af en pensel, en segl og en hammer, det britiske Labour-parti brugte indtil 1984 en spade, en brændende fakkel og en hakke, i det kommunistiske Albanien anvendtes en hakke og en riffel, DDR brugte en hammer og en passer, den russiske Fjernøstlige Republik anvendte en hakke og et anker for at symbolisere enhed mellem fiskere og minearbejdere. Den Fjerde Internationale, grundlagt af Leo Trotskij anvender hammer og segl med et firtal over. Den trotskistiske Femte Internationale bruger et symbol med en hammer lagt over buen i et femtal, der dermed også fungerer som segl.
Det britiske kommunistparti anvender et symbol med en hammer og en fredsdue. Det blev udformet i 1988 af Mikhal Boncza og skulle symbolisere partiets engagement i fredsbevægelsen. Det anvendes oftest sammen med hammer og segl og anvendes i alle partiets publikationer. Et lignende symbol anvendes af det israelske kommunistparti. I Guadeloupes kommunistpartis flag er seglen vendt sådan, at det ligner et G og dermed står for Guadeloupe.
Ørnen i det Østrigs statsvåben holder hammer og segl i sine kløer. Dette er ikke et kommunistisk symbol (ørnen er tillige kronet med en murkrone), men symboliserer i stedet bønder og arbejdere forenede med borgerskabet og det tidligere aristokrati.
Det National-Bolchevikkiske Parti er en højre-ekstremistisk russisk gruppering og anvender et flag meget lig Nazi-Tysklands med den forskel at der ikke er et hagekors i flaget, men hammer og segl.

## Unicode
I Unicode er symbolet for hammer og segl U+262D. (☭)

## Juridisk status
I nogle lande, der tidligere lå i Sovjetunionens indflydelsessfære, betragtes hammer og segl ligesom den røde stjerne for symboler på besættelse. Således er offentlig anvendelse af disse symboler forbudt i Letland, Litauen og Ungarn. Tilsvarende lovgivning blev foreslået i Estland, men blev dog ikke gennemført, da man fandt, at et sådant forbud ville stride mod forfatningssikrede grundrettigheder, særligt ytringsfriheden. I 2009 blev hammer og segl forbudt i Polen, og i 2012 blev hammer og segl forbudt i Moldova. I 2015 blev kommunistpartier samt hammer og segl, og andre kommunistiske symboler forbudt i Ukraine.

## Galleri
- Sovjetunionens flag fra 1980 til 1991.
- Sovjetunionens flag fra 1923 til 1980.
- Kinas kommunistiske partis flag.
- Libanons kommunistiske partis flag.
- Rumæniens kommunistiske partis flag.
- Brjansk oblasts flag.
- Angolas flag fra 1975
- DDR's statsvåben.
- Det nordkoreanske Koreas Arbejderpartis flag.
- Den Fjerde Internationales symbol.
- Det nationale bolsjevik partis flag.
- Aeroflots logo.
- Østrigs statsvåben med hammer og segl.